# К-1Е6
К-1Е6 — двосекційний односторонній високопідлоговий трамвай, який вироблявся заводом Татра-Юг у 2018 -- 2020 роках для Єгипту. У трамваї використовується асинхронний тяговий привід з векторним управлінням, який забезпечує ефективне використання енергії, забезпечуючи надзвичайно плавний хід. Візок трамвая має ефективний “смарт” дизайн та оснащений двоступеневою підвіскою.

## Конструкція
У салоні є 30 пасажирських місць, які організовані за схемою 1+1. Таке розташування сидінь забезпечує комфортне пересування пасажирів всередині салону. Загальна місткість трамвая – 206 пасажирів. Освітлення реалізується світлодіодними лампами. Просторий салон створює максимально комфортну атмосферу для пасажирів. Основне робоче гальмо – електродинамічне, завдяки якому відповідно до процесу рекуперації енергія відновлюється до контактної мережі, зменшуючи витрати на електроенергію для покупця.

## Експлуатація
| Країна | Місто       | Підприємство   | Кількість | Бортові номери |
| ------ | ----------- | -------------- | --------- | -------------- |
| Єгипет | Александрія | Tram Al Madina | 15        | 701-715        |